# Fiorentino
Fiorentino (em emiliano-romanholo: Fiurentêin) é um município de San Marino, uma das 9 comunas ou "castelli" do país. Sua população é de 2.563 habitantes (em 2020).

## Geografia
Faz fronteira com os municípios são-marinenses de Faetano, Borgo Maggiore, Montegiardino, Chiesanuova e Cidade de San Marino e com os municípios italianos de Monte Grimano Terme e Sassofeltrio.

## Dados
- População (2020): 2.563 habitantes.
- Área: 6,57 km²
- Densidade demográfica: 390,11 h/km²
- Capital: Fiorentino